# Zadni Wierch
Der Zadni Wierch ist ein Berg in den polnischen Pogórze Bukowińskie, einem Gebirgszug der Pogórze Spisko-Gubałowskie, mit 1062 Metern Höhe über Normalnull.

## Lage und Umgebung
Der Zadni Wierch liegt im Hauptkamm des Pogórze Bukowińskie. Östlich des Gipfels fließt der Gebirgsfluss Białka.

## Tourismus
Der Gipfel ist von allen umliegenden Ortschaften leicht erreichbar. Er liegt auf dem Gebiet des Ortes Brzegi. Er liegt außerhalb des Tatra-Nationalparks.

### Fahrrad
- ▬ der gelb markierte Fahrradweg von Małe Ciche über Tarasówka und auf den Gipfel und weiter entlang der Panoramastraße Oswald-Balzer-Weg nach Zazadnia und zurück nach Małe Ciche

### Wintersport
Am Westhang befindet sich das Skigebiet Małe Ciche.